# Edifício Baronesa de Arary
O Edifício Baronesa de Arary é um imóvel localizado na cidade de São Paulo, configurando-se num dos maiores e mais antigos residenciais da Avenida Paulista, com 25 andares, 590 apartamentos e aproximadamente 3.500 moradores. O prédio foi foco de pequenos incêndios e chegou a ser interditado por falta de segurança, em 1993. Dentre as celebridades que já residiram no imóvel, estão  Elke Maravilha, o casal de atores Walmor Chagas e Cacilda Becker,  o ator Sérgio Cardoso, o chefe de cozinha Henrique Fogaça, e o pianista Pedrinho Mattar.

## Estrutura
O Baronesa conta com apartamentos de tamanhos distintos divididos em quatro blocos: o Côte d'Azur, o Rajá, o Capri e o Acapulco. São 25 unidades com três quartos no bloco Côte d'Azur, 431 quitinetes nos blocos Rajá e Capri e cem apartamentos de dois quartos no bloco Acapulco.

## Origem do nome
O termo "barão de Arary" faz referência a um título nobiliárquico criado por D. Pedro II, ao qual foi agraciado o fazendeiro paulista José Lacerda Guimarães, que por sua vez veio a se casar com sua própria sobrinha, Maria Dalmácia de Lacerda Guimarães, a então "Baronesa de Arary". Maria Dalmácia, a baronesa, mandou construir um palacete na Avenida Paulista no ano de 1917, tendo como arquiteto o francês Victor Dubugras, então localizado onde hoje está o Edifício Baronesa de Arary.

## Treme-treme
O prédio por muitos anos foi conhecido como "Treme-Treme da Paulista", apelido pelo qual ainda é muito conhecido, tanto que utilizado pelo atual morador Henrique Fogaça, o que chegou a lhe render uma multa de R$ 500,00 sob acusação de que estaria "difamando o condomínio".